# Giovinazzo (Italia)

Giovinazzo es una localidad italiana de la provincia de Bari, con 20.480 habitantes.

## Evolución demográfica
| Gráfica de evolución demográfica de Giovinazzo entre 1861 y 2001 |
|                                                                  |
| Fuente ISTAT - elaboración gráfica de Wikipedia                  |